# Formule de la co-aire
La formule de la co-aire est un théorème de théorie géométrique de la mesure qui exprime l'intégrale du jacobien d'une fonction sur ℝn comme l'intégrale de la mesure de Hausdorff de ses ensembles de niveau. Elle généralise le théorème de Fubini. Elle joue un rôle décisif dans l'approche moderne des problèmes isopérimétriques.
Pour les fonctions lisses, la formule est un résultat d'analyse à plusieurs variables qui résulte d'un simple changement de variable. Elle a été généralisée aux fonctions lipschitziennes par Herbert Federer puis aux fonctions à variation bornée par Fleming et Rishel.

## Énoncé
Soit u une fonction de ℝn dans ℝ, lipschitzienne donc dérivable presque partout. Alors,

pour toute partie mesurable A de ℝn,{\displaystyle \int _{A}\|\nabla u(x)\|~\mathrm {d} x=\int _{\mathbb {R} }H^{n-1}(A\cap u^{-1}(t))~\mathrm {d} t}
où ║∇u║ est la norme euclidienne du gradient de u et H n – 1 est la mesure de Hausdorff de dimension n  – 1
ou, ce qui est équivalent :

pour toute fonction mesurable g de ℝn dans [0, +∞],
{\displaystyle \int _{\mathbb {R} ^{n}}g(x)\|\nabla u(x)\|~\mathrm {d} x=\int _{\mathbb {R} }\left(\int _{u^{-1}(t)}g(x)~dH^{n-1}(x)\right)~\mathrm {d} t.}

## Généralisation
Soit u une fonction lipschitzienne de ℝn dans ℝk avec k ≤ n. Alors,

pour toute partie mesurable A de ℝn,{\displaystyle \int _{A}J_{k}u(x)~\mathrm {d} x=\int _{\mathbb {R} ^{k}}H^{n-k}(A\cap u^{-1}(t))~\mathrm {d} t}
où Jku est le jacobien k-dimensionnel de u :
{\displaystyle J_{k}u(x)={\sqrt {\det \left(J_{u}(x)^{\operatorname {t} }\!J_{u}(x)\right)}}.}
ou, ce qui est équivalent :

pour toute fonction mesurable g de ℝn dans [0, +∞],{\displaystyle \int _{\mathbb {R} ^{n}}g(x)J_{k}u(x)~\mathrm {d} x=\int _{\mathbb {R} ^{k}}\left(\int _{u^{-1}(t)}g(x)~\mathrm {d} H^{n-k}(x)\right)~\mathrm {d} t.}
Remarques
- Dans la première de ces deux formules, le fait préalable (implicite ici) que pour presque tout t dans ℝk, la dimension de Hausdorff de l'ensemble A ∩ u−1(t) vaut n – k, peut s'interpréter comme une généralisation du théorème de Sard.
- Dans la seconde on retrouve, pour u égal à la projection sur les k premières coordonnées, le théorème classique de Fubini-Tonelli sur ℝk × ℝn – k.
- Ce théorème se généralise encore[1], en une formule de la co-aire pour les variétés (en), en prenant u lipschitzienne, d'une variété riemannienne de classe C1, de dimension n, dans une autre, de dimension k ≤ n.
- La « formule de l'aire[3] », plus classique, concerne le cas k ≥ n et le jacobien n-dimensionnel,{\displaystyle J_{n}u(x)={\sqrt {\det \left(^{\operatorname {t} }\!J_{u}(x)J_{u}(x)\right)}}.}

## Applications
- En prenant u(x) = ║x║, on retrouve, pour une fonction intégrable f, la formule d'intégration en coordonnées sphériques :{\displaystyle \int _{\mathbb {R} ^{n}}f(x)~\mathrm {d} x=\int _{0}^{\infty }\left(\int _{S(0,r)}f~\mathrm {d} S\right)~\mathrm {d} r.}
- En combinant la formule de la co-aire avec l'inégalité isopérimétrique[4] nωn1/nλn(A)(n – 1)/n ≤ Mn – 1(∂A), où ωn est le volume de la boule unité de ℝn, on démontre l'inégalité de Sobolev pour u ∈ W1,1 avec constante optimale :{\displaystyle \left(\int _{\mathbb {R} ^{n}}|u|^{n/(n-1)}\right)^{\frac {n-1}{n}}\leq n^{-1}\omega _{n}^{-1/n}\int _{\mathbb {R} ^{n}}\|\nabla u\|.}